# Tobias Eberhard
Tobias Eberhard (Saalfelden am Steinernen Meer, 12 gennaio 1985) è un ex biatleta e fondista austriaco.

## Biografia
Fratello di Julian, a sua volta biatleta, Tobias Eberhard nello sci di fondo ha gareggiato soltanto a livello nazionale; in Coppa del Mondo di biathlon ha esordito il 16 marzo 2006 a Kontiolahti in sprint (88º) e ha ottenuto l'unica vittoria, nonché primo podio, il 21 dicembre 2008 a Hochfilzen in staffetta. Ai XXIII Giochi olimpici invernali di Pyeongchang 2018, sua unica presenza olimpica, si è classificato 77º nella sprint, 57º nell'individuale e 4º nella staffetta; ha ottenuto l'ultimo podio in Coppa del Mondo il 13 gennaio 2019 a Oberhof in staffetta (3º) e ai successivi Mondiali di Östersund 2019, sua unica presenza iridata, si è piazzato 17º nella staffetta mista. Ha preso per l'ultima volta il via in Coppa del Mondo il 16 gennaio 2020 a Ruhpolding in sprint (86º) e si è ritirato al termine della stagione 2020-2021.

## Palmarès

### Biathlon

#### Coppa del Mondo
- Miglior piazzamento in classifica generale: 36º nel 2011
- 6 podi (tutti a squadre):
  - 1 vittoria
  - 1 secondo posto
  - 4 terzi posti

##### Coppa del Mondo - vittorie
| Data             | Località   | Nazione | Spec.                                                           |
| ---------------- | ---------- | ------- | --------------------------------------------------------------- |
| 21 dicembre 2008 | Hochfilzen | Austria | RL (con Daniel Mesotitsch, Friedrich Pinter e Christoph Sumann) |

Legenda:

RL = staffetta

#### Campionati austriaci
- 14 medaglie[2]:
  - 6 ori (inseguimento nel 2010; 10 km sprint, 15 km partenza in linea nel 2011; staffetta nel 2012; staffetta nel 2013; staffetta nel 2014)
  - 5 argenti (12,5 km inseguimento nel 2007; 10 km sprint nel 2008; staffetta nel 2011; 20 km skiroll nel 2012; 12,5 km inseguimento nel 2013)
  - 3 bronzi (10 km sprint nel 2007; 12,5 km inseguimento nel 2008; 12,5 km inseguimento nel 2011)

### Sci di fondo

#### Campionati austriaci
- 2 medaglie[2]:
  - 1 oro (staffetta nel 2012)
  - 1 bronzo (10 km nel 2014)